# سیارک ۲۰۶۴۹
سیارک ۲۰۶۴۹ (به انگلیسی: 20649 Miklenov، نامگذاری:1999TP170) بیست هزار و ششصد و چهل و نهمین سیارک کشف شده‌است که در ۱۰ اکتبر ۱۹۹۹ کشف شد.
قدر مطلق سیارک برابر ۱۱.۲ است.